# Wohlgemuth von Oberplanitzing

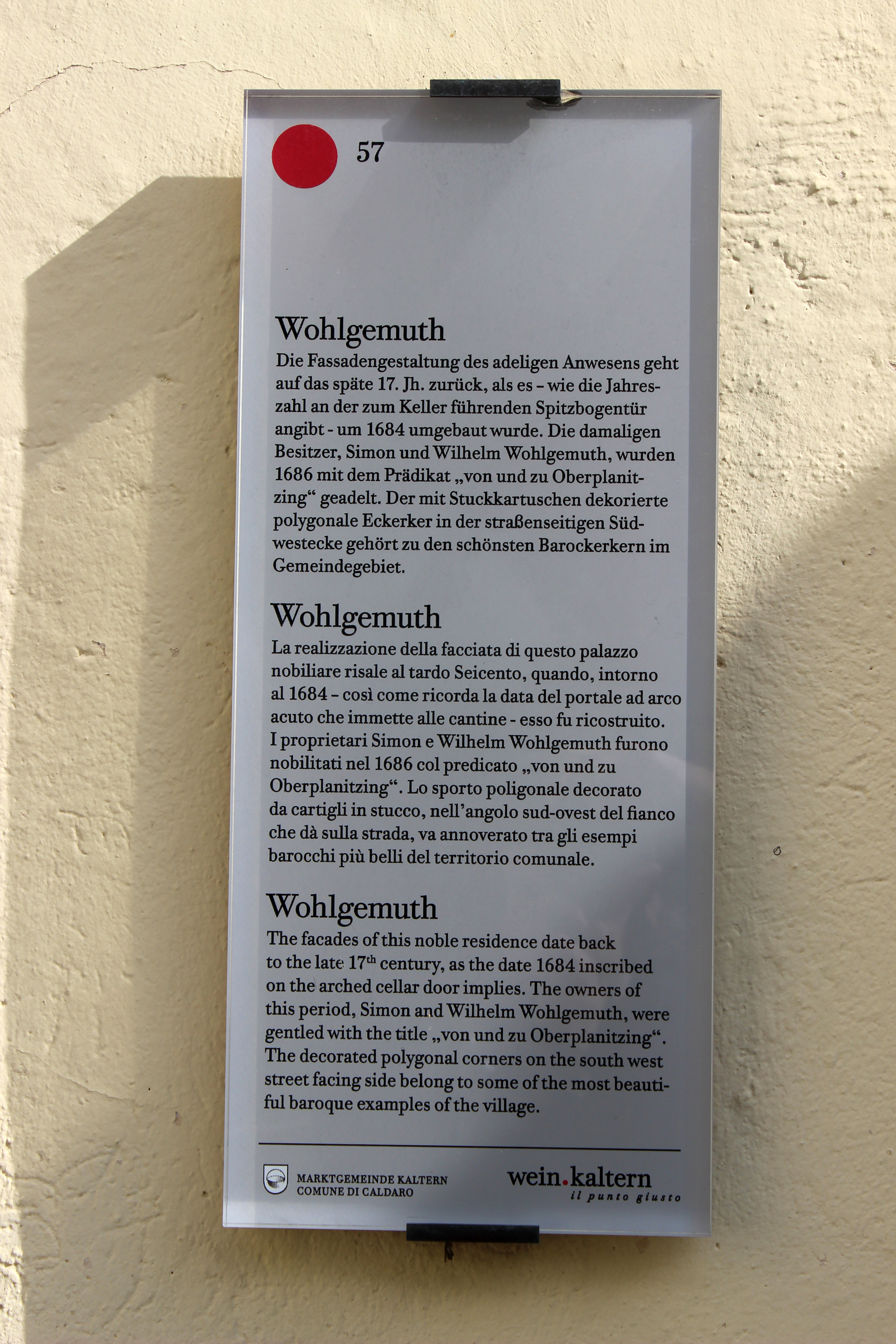
Infotafel am Ansitz Oberplanitz

Wohlgemuth von Oberplanitz ist der Name eines tirolerischen briefadeligen Geschlechts. 

## Geschichte
Die Wohlgemuth sind ein altes tirolerisches, im Überetsch ansässiges bürgerliches Geschlecht. Der Tiroler Landesfürst Erzherzog Ferdinand II. verlieh Gabriel Wohlgemueth am 22. Juli 1576 einen Wappenbrief mit Lehenartikel. Darauf erlangte der Rat und Sekretär des Markgrafen Karl von Burgau, sowie spätere Stadt- und Landrichter von Gries und Bozen Peter Wohlgemuth am 30. Juni 1606 von Kaiser Rudolf II. in Prag den Reichsadelsstand, eine Wappenbesserung und das Prädikat „von Oberplanitz(ing)“. Letzter Namen bezog sich auf den Ansitz Oberplanitz, den Peter Wohlgemuth erbaute und bewohnte. Da Peter kinderlos starb, wurde der Adel am 24. Januar 1686 auf seine Großneffen, den oberösterreichischen Regierungssekretär Simon und Wilhelm Wohlgemuth erweitert. Am 11. Januar 1719 wurde der Adelsstand auf Peter Wohlgemuth und dessen Sohn Peter Hieronymus ausgedehnt. Am 28. Juli 1715 erschien aus dem Geschlecht Dr. Wilhelm Wohlgemuth zu Oberplanizingen (* 1675; † 11. Oktober 1758) als herrschaftlicher Präfekt bzw. Pfleger, Stadt- und Landrichter von Straßberg und Sterzing, sowie kaiserlicher Schützenhauptmann mit seinem Wappen. 1758 fand seine Verlassenschaftsverfahren statt. 1777 bekleidete Johann Anton Wohlgemueth das Amt des Bürgermeisters von Kaltern. 1798 lebte der Hauptmann Franz Wilhelm Wolgemuth von Oberplanizing in St. Pauls.

## Genealogie (Auswahl)
1. Wilhelm Wohlgemuth von Oberplanitzing (* 1675; † 11. Oktober 1758), herrschaftlicher Pfleger, Stadt- und Landrichter von Straßberg und Sterzing, kaiserlicher Schützenhauptmann, ⚭ Maria Apolonia verwitwete von Enzenberg
  1. Johann Paul Wohlgemuth von Oberplanitzing
  2. Franz Wilhelm Wohlgemuth von Oberplanitzing, Geistlicher Rat in Passau
  3. Maria Ursula Wohlgemuth von Oberplanitzing, ⚭ Joseph Sebastian von Payr, Pfleger an der Lienzer Klause
  4. Maria Elisabeth Wohlgemuth von Oberplanitzing, ⚭ Johann Anton Mayr